# Shahrestān di Varzaqan
Lo shahrestān di Varzaqan (farsi شهرستان ورزقان) è uno dei 19 shahrestān dell'Azarbaijan orientale, in Iran. Il capoluogo è Varzaqan. Lo shahrestān è suddiviso in 2 circoscrizioni (bakhsh): 
- Centrale (بخش مرکزی)
- Kharvana (بخش خاروانا)